# Canton de Saint-Flour-2
Le canton de Saint-Flour-2 est une circonscription électorale française du département du Cantal créée par le décret du 13 février 2014 et entrée en vigueur lors des élections départementales de 2015.

## Histoire
Un nouveau découpage territorial du Cantal entre en vigueur en mars 2015, défini par le décret du 13 février 2014, en application des lois du 17 mai 2013 (loi organique 2013-402 et loi 2013-403). Les conseillers départementaux sont, à compter de ces élections, élus au scrutin majoritaire binominal mixte. Les électeurs de chaque canton élisent au Conseil départemental, nouvelle appellation du Conseil général, deux membres de sexe différent, qui se présentent en binôme de candidats. Les conseillers départementaux sont élus pour 6 ans au scrutin binominal majoritaire à deux tours, l'accès au second tour nécessitant 12,5 % des inscrits au 1er tour. En outre la totalité des conseillers départementaux est renouvelée. Ce nouveau mode de scrutin nécessite un redécoupage des cantons dont le nombre est divisé par deux avec arrondi à l'unité impaire supérieure si ce nombre n'est pas entier impair, assorti de conditions de seuils minimaux. Dans le Cantal, le nombre de cantons passe ainsi de 27 à 15. Le nouveau canton de Saint-Flour-2 est formé à partir de communes des anciens cantons de Saint-Flour-Sud (7 communes + une fraction de commune) et de Pierrefort (11 communes).

## Représentation

### Conseillers départementaux
| Période élective | Période élective | Mandat | Mandat   | Identité              | Nuance | Nuance | Qualité |
| ---------------- | ---------------- | ------ | -------- | --------------------- | ------ | ------ | --- |
| 2015             | 2021             | 2015   | 2021     | Christiane Meyroneinc |        | PS     | Ancienne professeure de lycée, conseillère municipale de Saint-Flour                                                  |
| 2015             | 2021             | 2015   | 2021     | Gérard Salat          |        | PS     | Cadre de la fonction publique, maire de Villedieu (2001-2020), ancien conseiller général du canton de Saint-Flour-Sud |
| 2021             | 2028             | 2021   | en cours | Sophie Bénézit        |        | DVD    | Agricultrice, maire de Saint-Martin-sous-Vigouroux                                                                    |
| 2021             | 2028             | 2021   | en cours | Christophe Vidal      |        | UDI    | Éleveur, maire de Valuéjols conseiller délégué (Agriculture)                                                          |

### Résultats détaillés

#### Élections de mars 2015
Lors des élections départementales de 2015, le binôme composé de Christiane Meyroneinc et Gérard Salat (PS) est élu au premier tour avec 50,23% des suffrages exprimés, devant le binôme composé de Christian Bos et Martine Guibert (DVD) (49,77%). Le taux de participation est de 57,73 % (4 004 votants sur 6 936 inscrits) contre 55,81 % au niveau départementalet 50,17 % au niveau national.
À la suite d'un recours auprès du tribunal administratif, puis d'une requête auprès du Conseil d'État, le scrutin de mars 2015 est annulé. La contestation porte sur l'inscription par erreur d'électeurs du canton de Saint-Flour 2 sur les listes électorales du canton de Saint-Flour 1 (environ 300 électeurs) et compte tenu du faible écart de voix entre les candidats (16 voix). Le scrutin organisé les 26 juin et 3 juillet 2016 confirme le résultat de l'élection de 2015.

#### Élections de juin 2021
Le premier tour des élections départementales de 2021 est marqué par un très faible taux de participation (33,26 % au niveau national). Dans le canton de Saint-Flour-2, ce taux de participation est de 44,81 % (3 047 votants sur 6 800 inscrits) contre 41,88 % au niveau départemental. À l'issue de ce premier tour, deux binômes sont en ballottage : Sophie Bénézit et Christophe Vidal (DVD, 52,52 %) et Christiane Meyroneinc et Gérard Salat (PS, 47,48 %).
Le second tour des élections est marqué une nouvelle fois par une abstention massive équivalente au premier tour. Les taux de participation sont de 34,3 % au niveau national, 42,74 % dans le département et 48,16 % dans le canton de Saint-Flour-2. Sophie Bénézit et Christophe Vidal (DVD) sont élus avec 54,26 % des suffrages exprimés (1 718 voix pour 3 276 votants et 6 802 inscrits),,.

## Composition
Le canton de Saint-Flour-2 comprend :

1. Seize commune entières, depuis l'intégration des communes d'Oradour et Sériers dans la commune nouvelle de Neuvéglise-sur-Truyère et le rattachement de celle-ci au canton de Neuvéglise-sur-Truyère[2].
2. La partie de la commune de Saint-Flour non incluse dans le canton de Saint-Flour-1[18],

| Nom                                 | Code Insee | Intercommunalité          | Superficie (km2) | Population (dernière pop. légale)              | Densité (hab./km2) | Modifier                                    |
| ----------------------------------- | ---------- | ------------------------- | ---------------- | ---------------------------------------------- | ------------------ | ------------------------------------------- |
| Saint-Flour (bureau centralisateur) | 15187      | CC Saint-Flour Communauté | 27,14            | Fraction : 4 571 (2022) Commune : 6 390 (2022) | 235                | modifier les données · modifier les données |
| Brezons                             | 15026      | CC Saint-Flour Communauté | 43,20            | 179 (2022)                                     | 4,1                | modifier les données · modifier les données |
| Cézens                              | 15033      | CC Saint-Flour Communauté | 31,82            | 217 (2022)                                     | 6,8                | modifier les données · modifier les données |
| Cussac                              | 15059      | CC Saint-Flour Communauté | 13,68            | 120 (2022)                                     | 8,8                | modifier les données · modifier les données |
| Gourdièges                          | 15077      | CC Saint-Flour Communauté | 8,46             | 68 (2022)                                      | 8,0                | modifier les données · modifier les données |
| Lacapelle-Barrès                    | 15086      | CC Saint-Flour Communauté | 6,30             | 59 (2022)                                      | 9,4                | modifier les données · modifier les données |
| Malbo                               | 15112      | CC Saint-Flour Communauté | 29,34            | 89 (2022)                                      | 3,0                | modifier les données · modifier les données |
| Narnhac                             | 15139      | CC Saint-Flour Communauté | 10,29            | 68 (2022)                                      | 6,6                | modifier les données · modifier les données |
| Paulhac                             | 15148      | CC Saint-Flour Communauté | 46,92            | 434 (2022)                                     | 9,2                | modifier les données · modifier les données |
| Paulhenc                            | 15149      | CC Saint-Flour Communauté | 23,69            | 258 (2022)                                     | 11                 | modifier les données · modifier les données |
| Pierrefort                          | 15152      | CC Saint-Flour Communauté | 24,59            | 891 (2022)                                     | 36                 | modifier les données · modifier les données |
| Saint-Martin-sous-Vigouroux         | 15201      | CC Saint-Flour Communauté | 19,29            | 219 (2022)                                     | 11                 | modifier les données · modifier les données |
| Sainte-Marie                        | 15198      | CC Saint-Flour Communauté | 17,87            | 103 (2022)                                     | 5,8                | modifier les données · modifier les données |
| Tanavelle                           | 15232      | CC Saint-Flour Communauté | 13,58            | 220 (2022)                                     | 16                 | modifier les données · modifier les données |
| Les Ternes                          | 15235      | CC Saint-Flour Communauté | 19,13            | 567 (2022)                                     | 30                 | modifier les données · modifier les données |
| Valuéjols                           | 15248      | CC Saint-Flour Communauté | 38,51            | 578 (2022)                                     | 15                 | modifier les données · modifier les données |
| Villedieu                           | 15262      | CC Saint-Flour Communauté | 18,99            | 544 (2022)                                     | 29                 | modifier les données · modifier les données |
| Canton de Saint-Flour-2             | 1512       |                           |                  | 9 185 (2022)                                   |                    | modifier les données                        |

## Démographie
En 2022, le canton comptait 9 185 habitants, en évolution de −6,29 % par rapport à 2016 (Cantal : −1,08 %, France hors Mayotte : +2,11 %).
| 2013  | 2018  | 2022  |
| ----- | ----- | ----- |
| 9 189 | 9 302 | 9 185 |